# Röstforum
Röstforum (fram till 2012 kallat Röstfrämjandet) är ett förbund som verkar för att sprida kunskap, stimulera forskning och vara ett samlande nätverk för alla som är intresserade av människorösten − yrkesmässigt eller privat. 
Röstforum är en nationell aktör som stödjer forskning och utveckling inom röstområdet och som vill öka medvetenheten om röstens betydelse inom både yrkes- och privatliv. Många av medlemmarna är verksamma inom yrken som sångare, sångpedagog, körledare, skådespelare, foniater, logoped, logonom eller röstforskare. 

## Organisation
Röstforums centrala organ är Riksstämman, Förbundsstyrelsen och Nämnden för Röstfonden. Lokalföreningar är Röstforums lokala/regionala organ.

### Nämnden för Röstfonden
"Röstfonden med Patricia Grammings Minnesfond har till uppgift att stödja utvecklingsarbete och forskning rörande tal- och sångröstens normala funktioner och skolning, förebyggande rösthälsovård samt vård av människor med röststörningar" (Röstfondens stadgar §1).
"Röstfonden kan även stödja andra former av arbete inom röstområdet, exempelvis symposier och kurser" (Röstfondens stadgar §2). 
Röstfonden, som består av sex ledamöter, delar varje år ut bidrag för att stödja deltagande och föredrag vid olika konferenser, logopedstudentdagar och workshops, samt ett stipendium för bästa examensarbete 30 högskolepoäng inom röstområdet. Större delen av Röstfonden utgörs av Patricia Grammings Minnesfond, samt den donation som gjorts till Lars Pehrsons minne.

### Lokalföreningar
Röstforum har fyra lokalföreningar: Röstforum Stockholm, Röstforum Väst, Röstforum Malmö-Lund och Röstforum Sydost. En huvuduppgift är att stödja och stimulera lokal och regional aktivitet inom Röstforums verksamhetsområde.

## Medlemstidningen Röstläget
Medlemstidningen Röstläget utkommer med två nummer per år, ett på våren och ett på hösten. Röstläget ges ut i pappersform, men finns sedan 2016 även digitalt.